# 陈中凡
陳中凡（1888年—1982年），原名陳鍾凡，字斠玄，號觉元、清暉、清暉館主，江蘇建湖人，中国文学家。

## 生平
祖籍江州，宋末遷江蘇，光緒十四年八月二十四日（1888年9月29日）生於建湖上岡鎮七里庵鄉。父陳玉冠是私塾師。中凡自小隨叔父陳玉澍讀《四書》、《五經》，1905年就讀於淮安中學。1909年就讀於兩江師範學堂，受業於李瑞清、繆荃孫、陳三立。1914年入北京大學哲學系。1917年畢業，留校工作。1919年在北京女子高等師範兼課，歷任國立東南大學國文系主任，先後在中山大學、暨南大學、南京大學等校教授。

## 著作
著有《古書讀校法》、《中國文學批評史》等書，其中《中國文學批評史》是中國第一部文學批評史。